# Cmentarz wojenny nr 58 – Przysłup
Cmentarz wojenny nr 58 – Przysłup – zabytkowy cmentarz z I wojny światowej znajdujący się w północnej części wsi Przysłup w gminie Uście Gorlickie, pod szczytem Magury Małastowskiej, zaprojektowany przez Dušana Jurkoviča. Jeden z ponad 400 zachodniogalicyjskich cmentarzy wojennych zbudowanych przez Oddział Grobów Wojennych C. i K. Komendantury Wojskowej w Krakowie. Należy do I Okręgu Cmentarnego Nowy Żmigród. Jest to najwyżej położony tego typu cmentarz (około 800 m) w Galicji Zachodniej.

## Opis
Obiekt znajduje się w lesie, około 100 m od szczytu Magury Małastowskiej. Najłatwiej do niego trafić ścieżką znakowaną biało-czarnymi kwadratami  ze szczytu Magury Małastowskiej. Ścieżka rozpoczyna się na rozejściu szlaków zielonego  i niebieskiego . Po przejściu około 100m od rozejścia szlaków natrafiamy na zarośnięty jeżynami cmentarz wojenny 58. Kontynuując schodzenie dalej ścieżką  po około 20 minutach dochodzimy do wspaniale położonego cmentarza wojennego 59.
Cmentarz ma kształt prostokąta o powierzchni 740 m² otoczonego kamiennym około metrowym murem. Na głównej osi przy tylnym murze duży kamienny pomnik zwieńczony wysokim drewnianym krzyżem zwężającym się uskokowo ku górze. W ścianę frontową pomnika wkomponowano dwa głazy z wykutą inskrypcją :
....
LASST DIE BEWAHRTEN NIMMER
MEHR VERSIEGEN-UND WETTER
FRUHUNG BLUHT AUS UNDSE...
....
Na cmentarzu pochowano  w 10 mogiłach zbiorowych i 28 grobach pojedynczych 136 żołnierzy:
- 64 austro-węgierskich m.in. z 9 Pułku Piechoty Austro-Węgier, 10 PP, 18 PP, 36 PP, 89 PP, 4 Bośniacko-Hercegowińskiego Pułku Piechoty, 10 Pułku Piechoty k.k. Landwehry
- 72 rosyjskich m.in. z 193 Swiżajskiego Pułku Piechoty

poległych od stycznia do maja 1915.
Cmentarz w latach 2010-2016 odbudowany siłami społecznymi przez stowarzyszenia:Magurycz i Przyjaciół Nowicy.

## Galeria

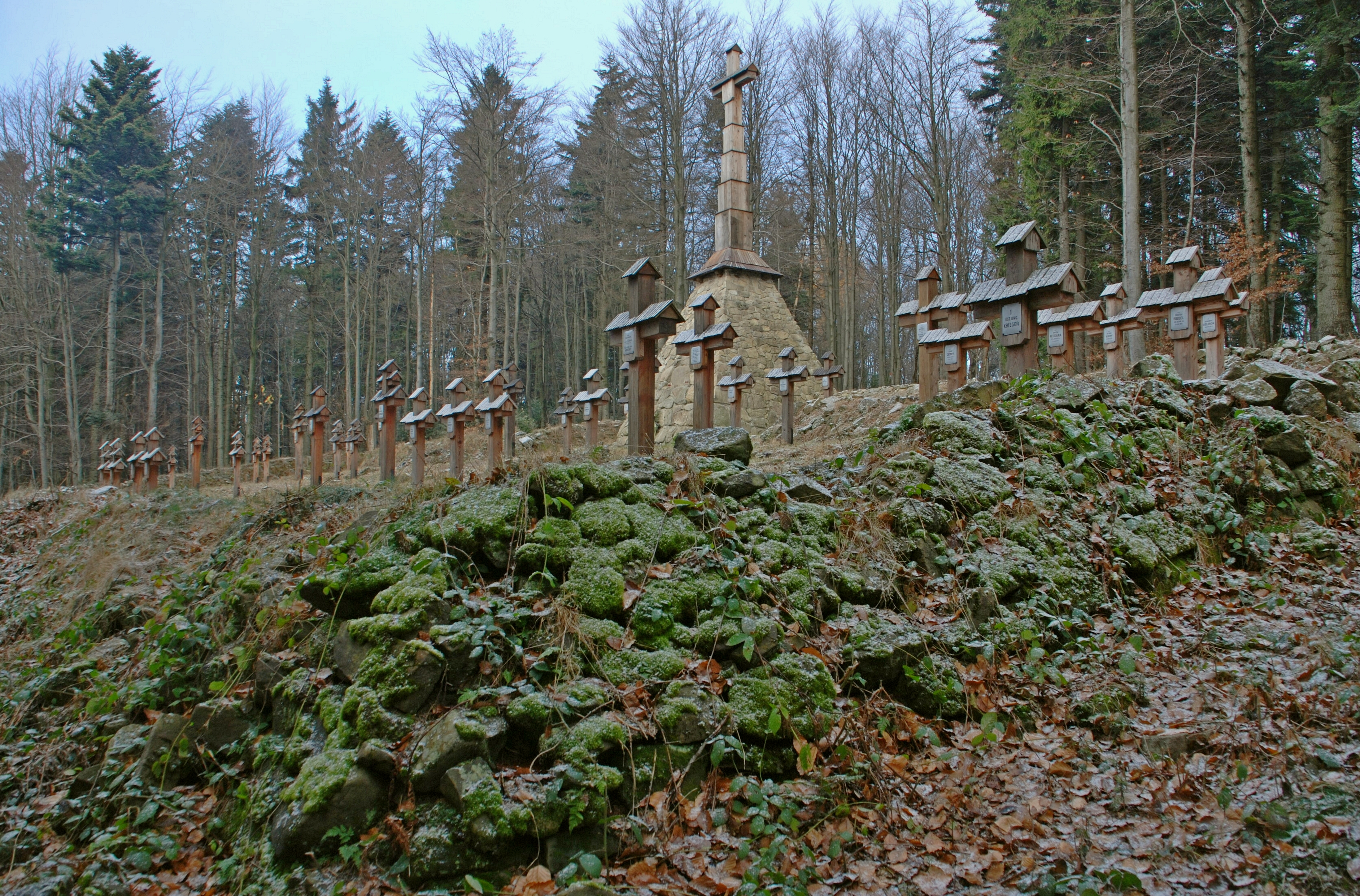
Widok ogólny
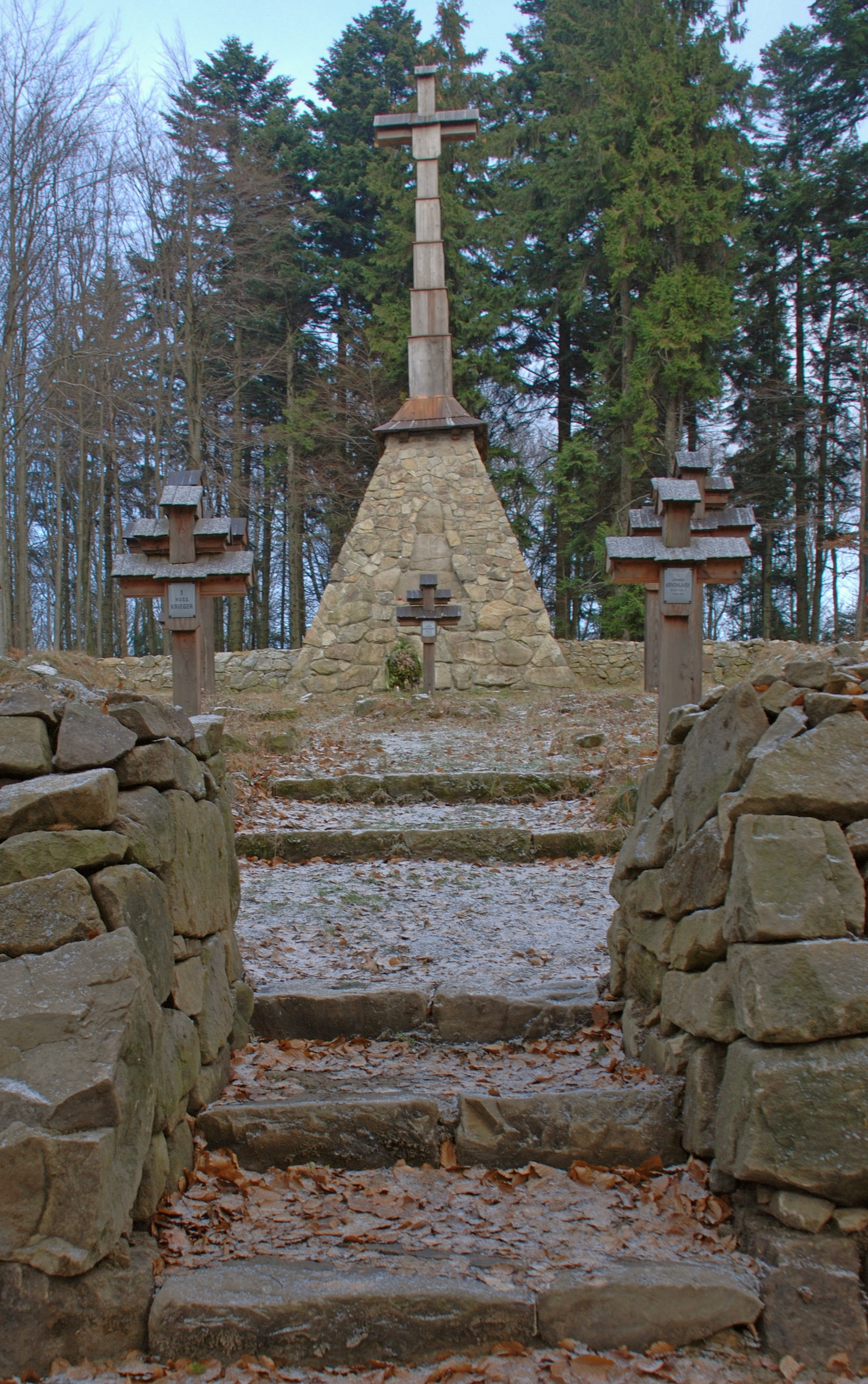
Główna oś kompozycyjna cmentarza
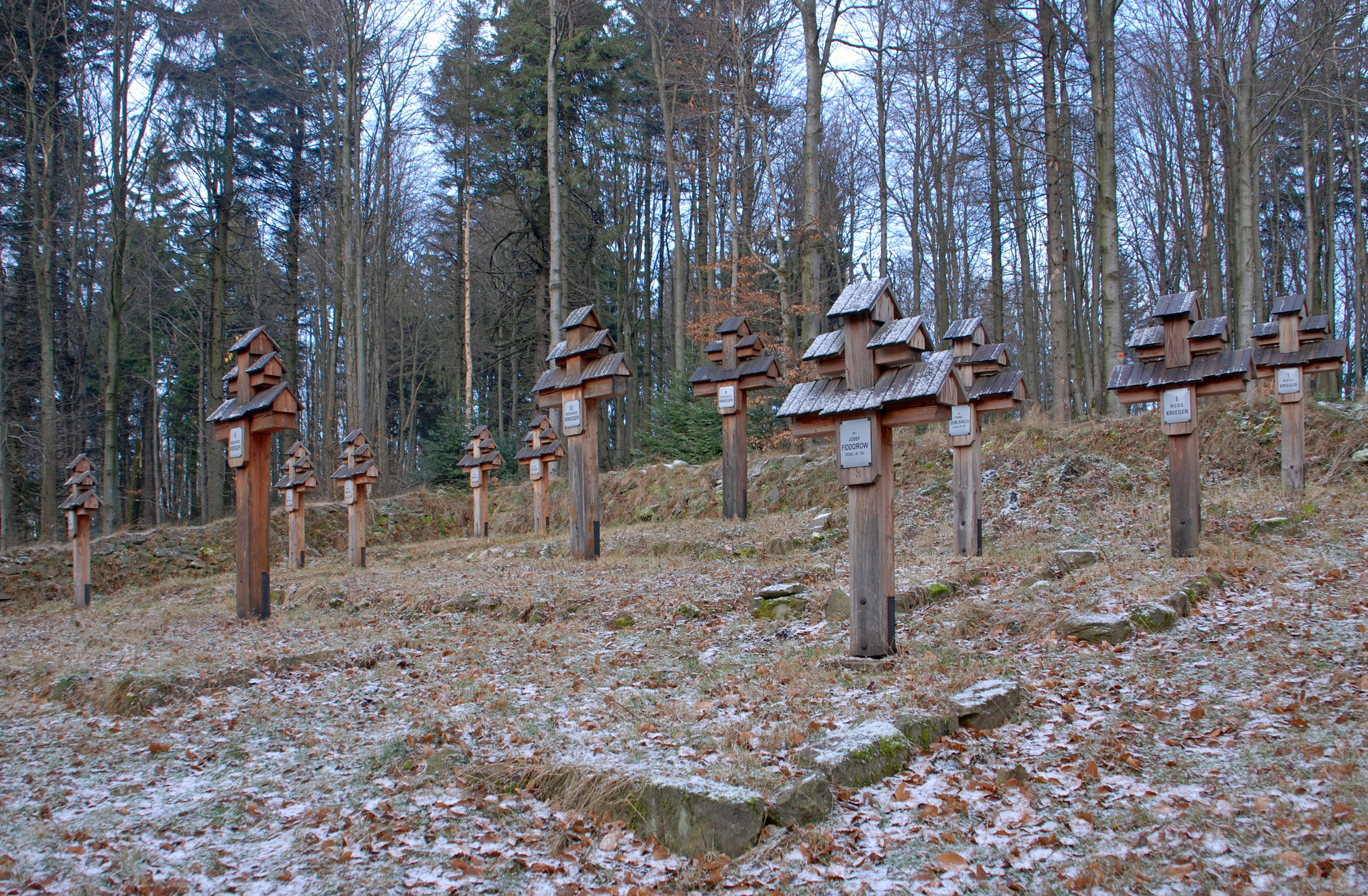
Fragment cmentarza
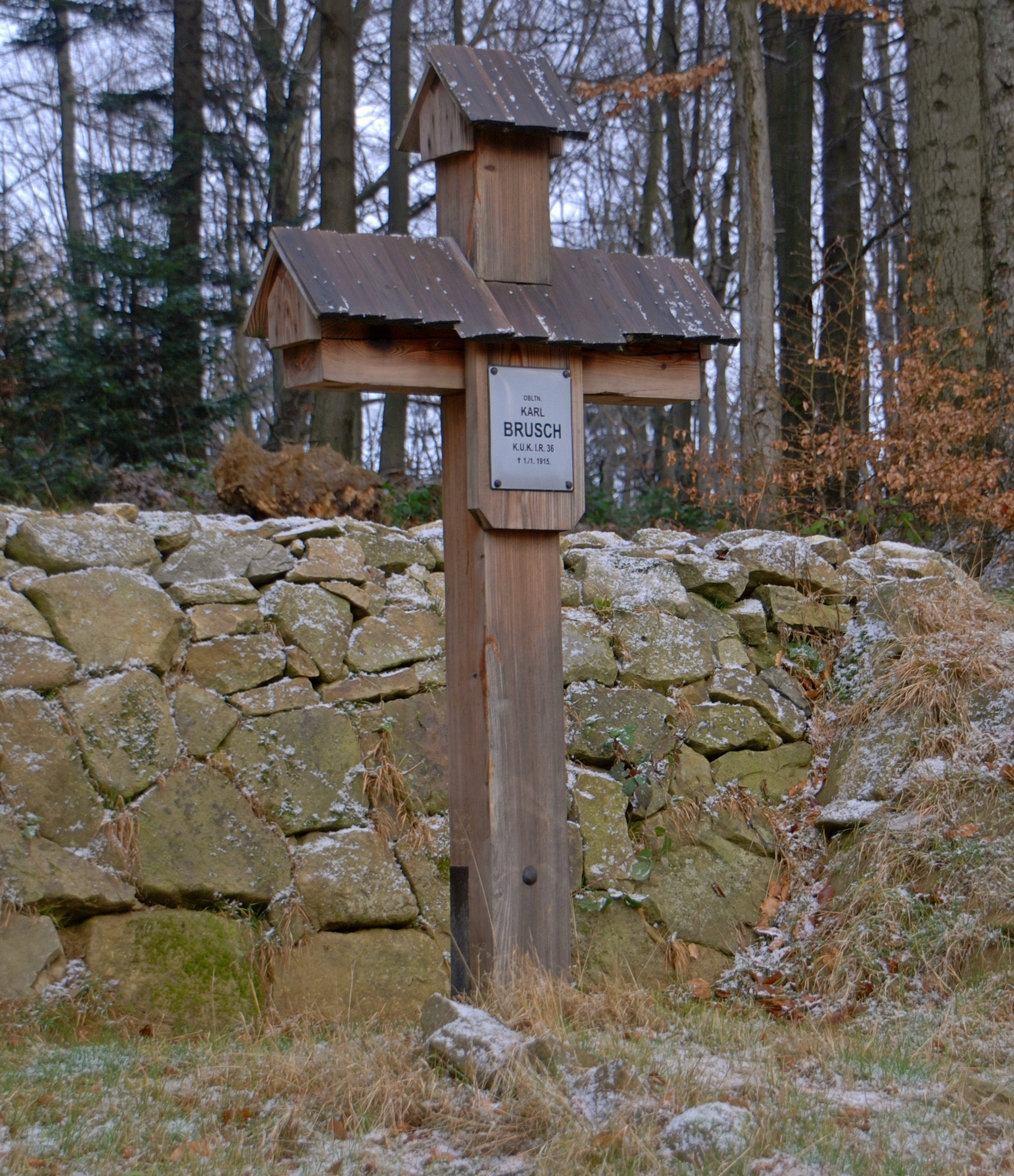
Krzyż jednoramienny
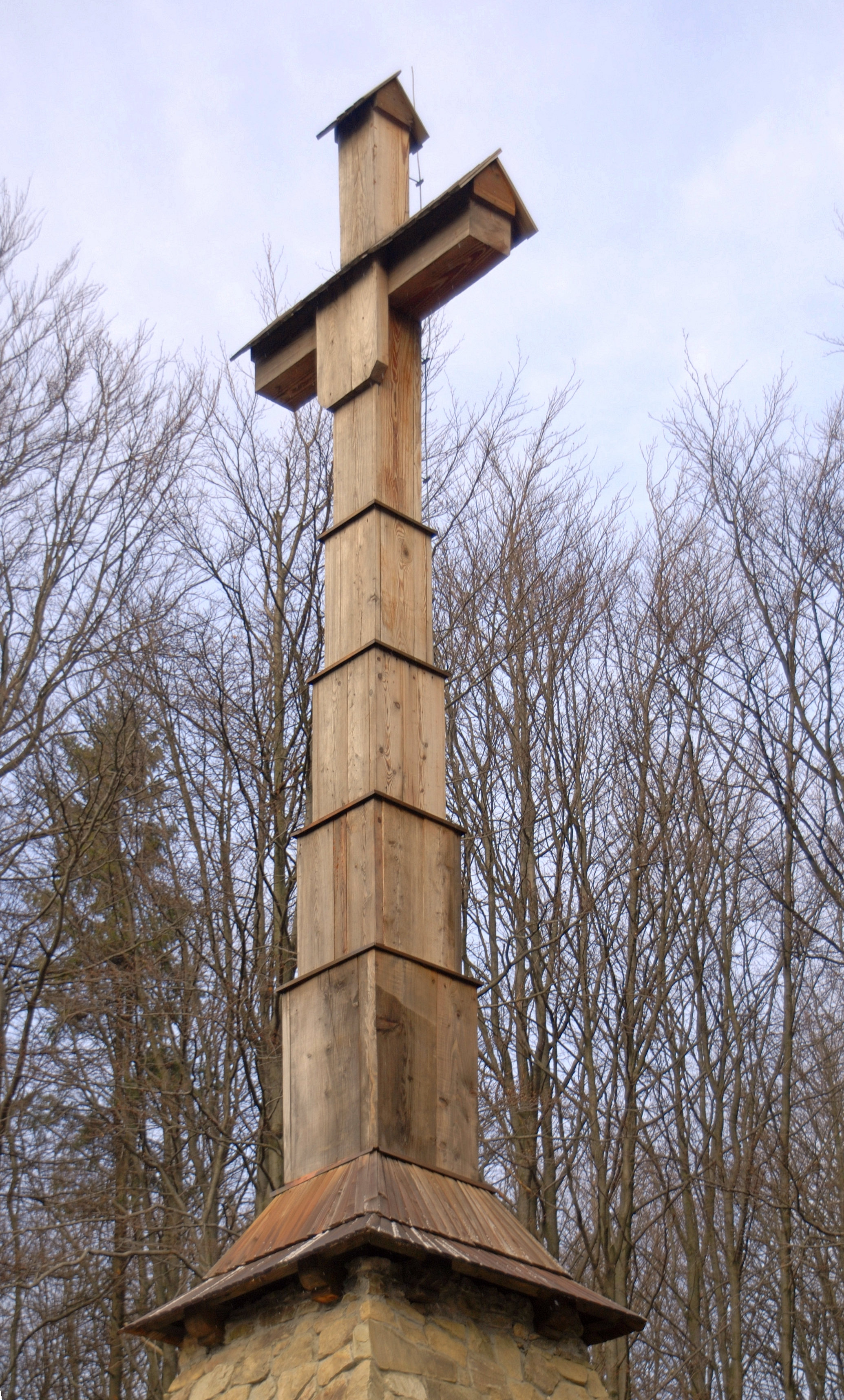
Krzyż na pomniku centralnym
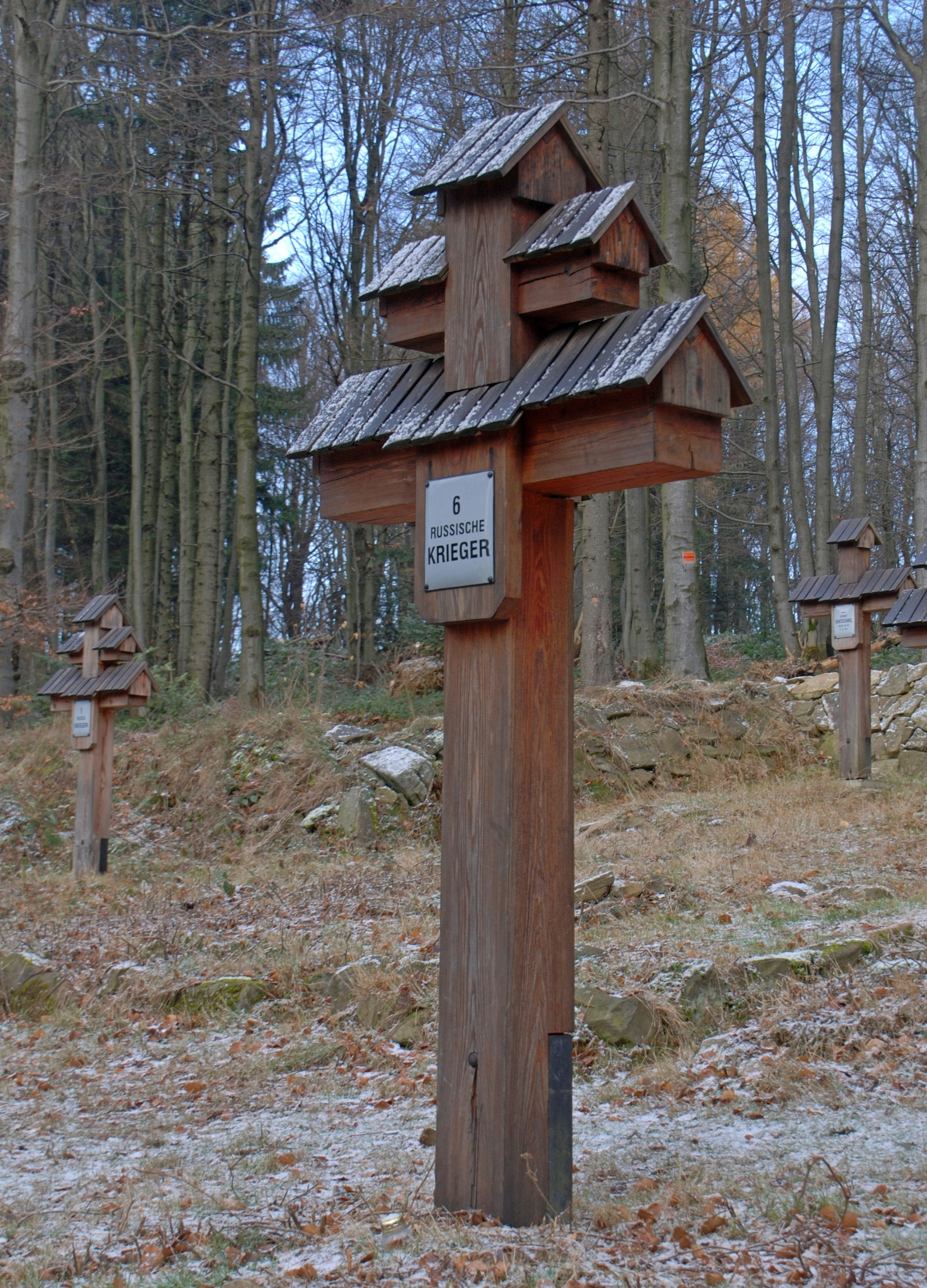
Krzyż dwuramienny